# Açude Itaúna
O Açude Itaúna é um açude brasileiro no estado do Ceará.

## História
Está construído sobre o leito do riacho Timonha. Foi concluído em 2001 pela Secretaria de Recursos Hídricos do Estado do Ceará.
Com capacidade de 77,50 hm³, o reservatório é o 6º maior do Ceará com sua capacidade máxima ativa. De acordo com informações do Portal Hidrológico do Ceará, a última vez em que o açude atingiu seu volume máximo foi em julho de 2011, repetindo o fenômeno em 2017, 2019 e em 2020.

## Comunidades
A Comissão Gestora do Açude Itaúna, com o apoio da Gerência Regional da Cogerh de Sobral, realizam planos de ação para buscar o atendimento, de água encanada e tratada, para vilas e lugares que encontram-se nas proximidades do reservatório, entre elas as seguintes comunidades: São Paulo dos Andrés, em Chaval, Assentamentos Lagoa do Mato e Juazeiro em Barroquinha, dentre outras.
A Instituição Sóciocomunitária da Agrovila do Açude Itaúna, por meio do convênio de nº 207/2009, no valor de R$130.000,00, firmado entre essa associação e a Secretaria do Desenvolvimento Agrário (SDA) – para a implantação de projeto de irrigação de 15 hectares, vem desenvolvendo suas atividades com bastante êxito. A irrigação, em 15 hectares, com melancia, goiaba e mamão, aliada à orientação dos extensionistas, aumentam a produtividade das lavouras.